# En chantant
Singles de Michel Sardou
Comme d'habitude
(1978) Je vole
(1978)
Pistes de Je vole
Le Prix d'un homme Je vole
En chantant est une chanson de Michel Sardou, sortie en 1978 et parue sur l'album Je vole. Écrite par Pierre Delanoë et Michel Sardou et composée par le chanteur italien Toto Cutugno, la chanson remporte un grand succès en France.

## Histoire
Michel Sardou, après les grandes polémiques déclenchées par la sortie de l'album La Vieille en 1976, notamment autour des chansons Je suis pour et J'accuse, décida de créer une chanson unificatrice et universelle.

Le chanteur déclare, dans son autobiographie La Moitié du chemin en 1989, à propos de la chanson : 
«  J'avais besoin d'une vraie chanson populaire, facile à entendre et simple à retenir. Les chansons de combat commençaient à me fatiguer. J'avais dans l'idée de changer de métier. J'étais malade, et aucun médecin ne savait de quoi je souffrais. Quelqu'un m'a conseillé de partir en voyage ; en m'assurant que j'allais m'ennuyer partout, mais qu'en rentrant je serais guéri. Je suis parti. »

## Accueil commercial
La chanson rencontre un grand succès en France, s'écoulant à plus d'un million d'exemplaires en 1978.

## Classements et certifications
| Classement (1978)             | Meilleure position |
| ----------------------------- | ------------------ |
| Europe (Europarade)           | 18                 |
| France (IFOP)                 | 1                  |
| Québec (Palmarès francophone) | 18                 |

| Classement (1978) | Position |
| ----------------- | -------- |
| France (IFOP)     | 3        |

### Certifications
| Pays           | Certification | Ventes certifiées |
| -------------- | ------------- | ----------------- |
| France (SNEPA) | Or            | 1 000 000         |

## Reprises
En 2004, la quatrième saison de la Star Academy reprend le titre, et le classe n°4. 
Dix ans après, c'est Louane Emera qui défend En chantant au sein du film La Famille Bélier.
En 2017, En chantant est choisi en qualité de second single issu de l'album de reprises Sardou et nous par le collectif Kids United.